# 27è Festival Internacional de Cinema de Berlín
El 27è Festival Internacional de Cinema de Berlín va tenir lloc entre el 24 de juny i el 5 de juliol de 1977. El festival va obrir amb Nickelodeon de Peter Bogdanovich. L'Os d'Or fou atorgat a la pel·lícula sovipetica Voskhozhdeniye dirigida per Larisa Xepitko. Es va mostrar al festival una retrospectiva dedicada a Marlene Dietrich. Fou dividida en dues parts, Part 1 fou mostrada aquell any.

## Jurat

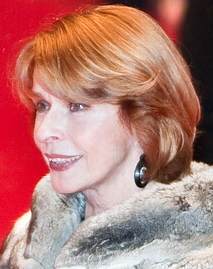
Senta Berger, President del jurat

El jurat del festival estaria format per les següents persones:
- Senta Berger (president)
- Ellen Burstyn
- Helène Vager
- Rainer Werner Fassbinder
- Derek Malcolm
- Andrei Mikhalkov-Konchalovsky
- Ousmane Sembène
- Humberto Solás
- Basilio Martín Patino

## Pel·lícules en competició
Les següents pel·lícules van competir per l'Os d'Or:
| Títol original                   | Director(s)               | País           |
| -------------------------------- | ------------------------- | -------------- |
| Az ötödik pecsét                 | Zoltán Fábri              | Hongria        |
| Between the Lines                | Joan Micklin Silver       | Estats Units   |
| Camada negra                     | Manuel Gutiérrez Aragón   | Espanya        |
| Cyklopat                         | Christo Christov          | Bulgària       |
| Den pro mou lásku                | Juraj Herz                | Txèquia        |
| Die Eroberung der Zitadelle      | Bernhard Wicki            | RFA            |
| Die Vertreibung aus dem Paradies | Niklaus Schilling         | RFA            |
| Don's Party                      | Bruce Beresford           | Austràlia      |
| El anacoreta                     | Joan Estelrich March      | Espanya        |
| Grete Minde                      | Heidi Genée               | RFA            |
| Herkulesfürdöi emlék             | Pál Sándor                | Hongria        |
| The Late Show                    | Robert Benton             | Estats Units   |
| Le diable probablement           | Robert Bresson            | França         |
| Los albañiles                    | Jorge Fons                | Mèxic          |
| Mama, ich lebe                   | Konrad Wolf               | RFA            |
| L'Homme qui aimait les femmes    | François Truffaut         | França         |
| Nickelodeon                      | Peter Bogdanovich         | Estats Units   |
| Porci con le ali                 | Paolo Pietrangeli         | Itàlia         |
| Sentimentalnyy roman             | Igor Maslennikov          | Unió Soviètica |
| Tenda dos Milagres               | Nelson Pereira dos Santos | Brasil         |
| Voskhozhdeniye                   | Larisa Xepitko            | Unió Soviètica |
| Vdovstvo Karoline Žašler         | Matjaž Klopčič            | Iugoslàvia     |

## Premis
El jurat va atorgar els següents premis:
- Os d'Or: Voskhozhdeniye de Larisa Xepitko
- Os de Plata - Gran Premi del Jurat: Le diable probablement de Robert Bresson
- Os de Plata a la millor direcció: Manuel Gutiérrez Aragón per Camada negra
- Os de Plata a la millor interpretació femenina: Lily Tomlin per The Late Show
- Os de Plata a la millor interpretació masculina: Fernando Fernán Gómez per El anacoreta
- Os de Plata:
  - Herkulesfürdöi emlék per Pál Sándor
  - Los albañiles per Jorge Fons
- Premi FIPRESCI
  - Voskhozhdeniye de Larisa Xepitko